# هنري ديكسون
هنري ديكسون (بالإنجليزية: Henry Dickson)‏ هو سياسي نيجيري، ولد في 28 يناير 1966 في نيجيريا. حزبياً، نشط في حزب الشعب الديمقراطي. وقد انتخب عضو مجلس النواب النيجيرى (2007 – 2012) وانتخب Governor of Bayelsa State ‏ (14 فبراير 2012 – ).